# Roussel Ngankam
Roussel Ngankam (Bafang, 15 settembre 1993) è un calciatore camerunese naturalizzato tedesco, attaccante del Firtinaspor.

## Biografia
È fratello di Jessic, anch'egli calciatore.